# Чеченцы в Австрии
Чеченцы в Австрии — чеченская диаспора в Австрии. По состоянию на 2010 год её численность составляла 25 тысяч человек. В 2017 в Австрии проживало около 30 тысяч выходцев из Чечни; основная масса которых прибыла в 2003—2004 годах. Это одна из самых больших чеченских общин в Европе.
По мнению миграционных служб, интеграция чеченцев столкнулась с серьезными трудностями: около половины чеченских мигрантов продолжают получать социальное пособие (Mindestsicherung). Лишь около 5 тысяч зарегистрировались на рынке труда, и чуть более 500 открыли собственное дело. Чеченцы в Австрии ведут замкнутый образ жизни в рамках семьи и близкого круга родственников.

## История
Основной поток чеченских беженцев хлынул в Австрию после первой и второй чеченских войн. С тех пор миграция в Европу не прекращается. Причинами её продолжения являются неустойчивая политическая ситуация и нарушения прав человека.
Время от времени появляются сообщения о задержании беженцев по подозрению в причастности к уголовной или террористической деятельности. Эти факты используются националистическими силами для культивирования негативных стереотипов о чеченцах.
В течение многих лет в Европе основными претендентами на получение статуса беженца были чеченцы. Для них число положительных решений по этому вопросу составлял 94 % от числа заявлений. Но постепенно эта цифра снизилась до 31 %.
Ухудшение ситуации для беженцев привело, например, к депортации части чеченцев из Австрии в Россию. Такие действия властей вызывают протесты у чеченской общины. С целью оправдания своих действий, власти Австрии пытаются представить чеченцев как людей, которые не способны адаптироваться к западному образу жизни.